# Парагвайский испанский

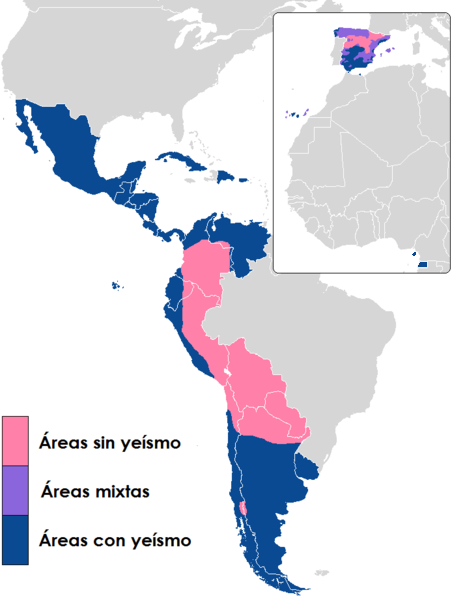
Розовым выделены регионы, где носители испанского языка сохраняют фонему //ʎ//.

Парагвайский испанский (исп. español paraguayo) — диалект испанского языка, на котором говорит население Парагвая. Кроме того, этот диалект оказывает влияние на речь жителей аргентинских провинций Мисьонес, Корриентес, Формоса и, в меньшей степени, Чако. Парагвайский испанский обладает ярко выраженными характеристиками варианта испанского языка, на котором ранее говорили на севере Испании, поскольку большинство первых поселенцев Парагвая были выходцами из Кастилии и Страны Басков.
Наряду с испанским, вторым официальным языком Парагвая является язык гуарани, и большинство парагвайцев говорят на обоих языках. Гуарани является родным языком для более чем половины населения Парагвая, причем в сельских районах этот показатель выше, а в большинстве городов преобладает испанский язык, наряду с дёпара. В дополнение к сильному влиянию гуарани, парагвайский испанский также находится под влиянием риоплатского испанского из-за географической, исторической и культурной близости, и имеет с ним такие общие черты, как восео — использование личного местоимения 2-го лица единственного числа «vos» при личном обращении взамен следующих местоимений: неформального (фамильярного) «tú» (прямого аналога русского «ты» и, реже, вместо формального (уважительного) «Usted».
Шведский лингвист Бертиль Мальмберг, посетивший Парагвай в 1946 году, обнаружил некоторые особенности испанского произношения, которые он приписал влиянию гуарани, но это было поставлено под сомнение другими исследователями, которые приводят примеры из диалектов испанского, не контактирующих с гуарани.

## Особенности диалекта

### Общий обзор
Уникальные особенности парагвайского испанского языка возникли отчасти из-за изоляции Парагвая; политику изоляционизма проводил, например, многолетний диктатор страны Хосе Гаспар Родригес де Франсия, находившийся у власти в 1814—1840 годах. С другой стороны, особенности парагвайского испанского обусловлены сильным влиянием гуарани. Парагвайский испанский во многом похож на риоплатский испанский, в частности, использованием восео и ряда специфических слов и выражений.
- Как и во всех американских диалектах испанского, в парагвайском испанском есть сесео, поэтому в нём отсутствует различие между звуками /θ/ и /s/, которое присутствует в стандартном европейском испанском;
- /r/ в конце слога произносится как [ɹ] (как в red в американском английском) перед /l/ или /s/, под влиянием субстрата индейских языков; слова perla и verso произносятся как [ˈpeɹla] и [ˈbeɹso] соответственно;
- В начале слога /r/ может приближаться к заальвеолярному одноударному [ɽ];
- Отсутствие йеизма, смещения традиционного бокового палатального сонанта /ʎ/ (передаётся на письме буквосочетанием ll) к палатальному спиранту /ʝ/ (передаётся буквой y). При использовании йеизма глагольные формы cayó («он/она упал/упала») и calló («он/она замолчал/замолчала») являются омофонами, оба произносятся [kaˈʝo]. В диалектах, где отсутствует йеизм, эти два слова произносятся соответственно [kaˈʝo] и [kaˈʎo].

### Главные характеристики
- Отсутствие йеизма, произношение диграфа <ll> как бокового палатального сонанта [ʎ] в отличие от <y>, который чаще всего произносится как аффрикативный согласный [dʒ];
- Восео: местоименное и глагольное, аналогично использованию в риоплатском испанском;
- Леизм[англ.]: использование le в контексте прямого обращения к объекту вместо личных местоимений lo и la;
- Наличие меньшего количества пауз и менее «музыкальная» интонация по сравнению с риоплатским испанским;
- Наличие сленга, заимствованного из гуарани.

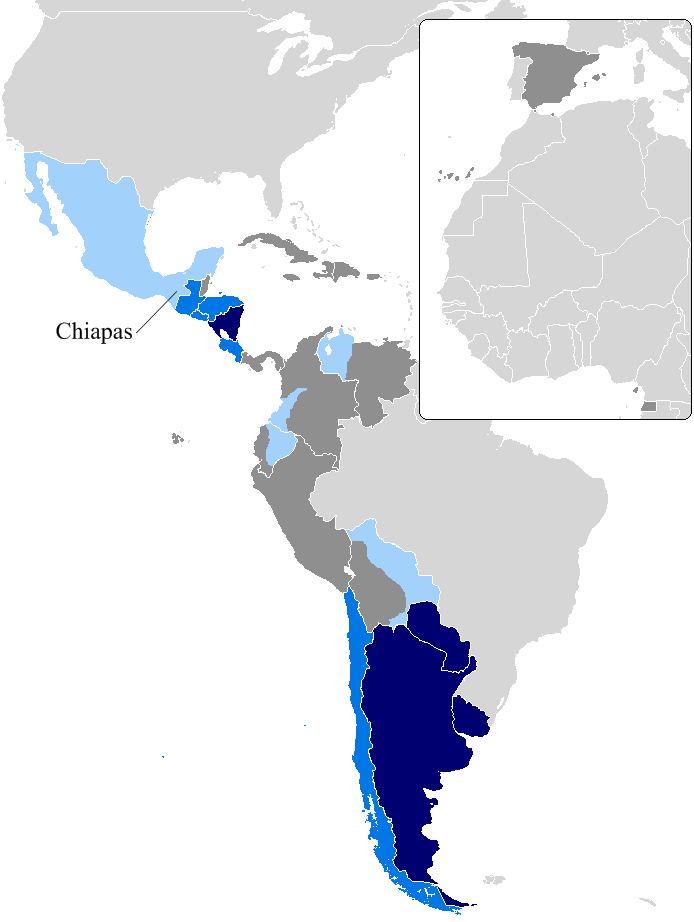
Страны, выделенные синим цветом, заменяют «tú» на «vos». В странах, выделенных голубым цветом, имеет место использование тутео с восео, в выделенных серым — только тутео.

### Произношение
Наличие следующих характеристик варьируется у носителей парагвайского испанского, в частности, произношение букв «r» и «s», различается в зависимости от социальной среды носителей.
- сочетание «tr» произносится как глухой постальвеолярный аффрикат [tɹ̥̝], похожий на звук диграфа /ch/;
- ассимиляция «r» — ассибиляция;
- широкая диффузия губно-зубной согласной [v] в фонему /b/;
- конечный /n/ имеет альвеолярную, а не задненёбную артикуляцию;
- произношение /х/ без придыхания;
- сохранение зияния;
- стабильная система гласных;
- слабая артикуляция /b/, /d/, и /g/ в интервокальном и даже в исходном положении;
- в некоторых вариациях парагвайского испанского «rr» не произносится как альвеолярная согласная, как это происходит во многих испаноязычных регионах, а как [ɹ̝], наподобие английского R или сицилийского R в итальянском языке;
- использование альвеолярной аппроксимации [ɹ] для преконсонантного и конечного «r», аналогичного произношению в американском или голландском английском, например: firmar [fiɹ.maɹ]

### Влияние гуарани
Типичный парагвайский испанский испытывает сильное влияние гуарани как при переводе с гуарани на испанский, так и в использовании в разговорном языке лексики и частиц из гуарани. Некоторые типичные ситуации описаны ниже.
- Частицы гуарани среди испанской лексики, придающие эмоциональную окраску:
  - -na («пожалуйста»). Например: Vamos na = Vamos por favor («Пойдём, пожалуйста»)
  - -pa, -pió, -piko, -ta (вопросительная частица без перевода). Например: ¿Para qué pa?, ¿Para qué pió? = ¿Para qué? («За что?»)
  - -ko, -nio, -ngo (частица, выделяющая что-либо). Например: Ese ko es de ella («(именно) это — её»)

- Лексика гуарани, используемая в повседневном испанском:
  - -gua’u («ложь»). Например: De gua’u nomás era = Era solo una mentira («Это была просто ложь»)
  - ¡Mbore! (отрицательное восклицание). Синоним:¡Ni loco! («Не сумасшедший!»)
  - ¡Kore!, ¡Nderakore! (восклицание, в разговорной речи передаёт нечто ужасное). Синоним для: Oh No!

- Фразы на гуарани, частично или ошибочно переведённые на испанский:
  - «Se fue en Itauguá» (от выражения на гуарани «oho Itauguápe», где частица «pe» заменяется на «a» или «en»)
  - «Voy a venir» (буквально от выражения на гуарани «aháta aju», используется как синоним «я иду и возвращаюсь»)
  - «Vení un poco» (семантическая калька слова «ejúmina» из гуарани)
  - «Demasiado mucho calor hace» (семантическая калька слова «hetaiterei» из гуарани)
  - «Te dije luego» (из гуарани «ha’e voi ningo ndéve», в котором «затем» подчеркивает предыдущее действие)
  - «Me voy a ir ahora después» (семантическая декаль из предложения на языке гуарани «aháta aga upéi», в которой «сейчас» подчеркивает, когда действие произойдет)
  - «Habló por mi» (буквально от выражения на гуарани «oñe'ẽ cherehe», используется как синоним «он говорил обо мне»)

- Парагваизмы, слова и предложения на испанском, испытавшие влияние гуарани:
  - «Me hallo» (глагол «hallar» используется как синоним «alegrar» вместо указания местоположения)
  - «Anda por su cabeza» (под влиянием выражения на гуарани «oiko iñakãre», которое может означать «hace lo que quiere, sin control, sin juicio»)
  - «Te voy a quitar una foto» («quitar» используется как синоним «sacar» или «tomar» применительно к ситуации фотографирования).

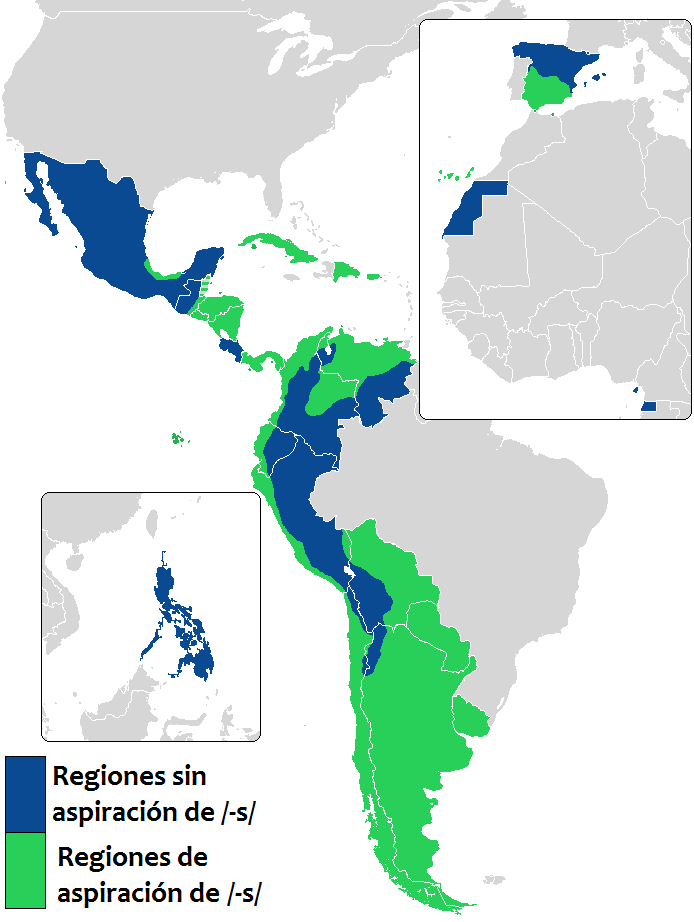
Зелёным цветом выделены страны с использованием придыхательной согласной /s/, синим — без её использования.

## Общие черты с риоплатским диалектом
Благодаря географической и культурной близости парагвайский и риоплатский диалекты часто путают. Это связано с тем, что в приграничных регионах Аргентины и Парагвая диалекты фактически сливаются, образуя северо-восточный аргентинский диалект, очень похожий на парагвайский испанский. Примеры:
- использование выражения «che»;
- наличие придыхательной согласной /s/ в разговорной речи;
- использование восео и его аналогов в спряжении;
- наличие общей лексики с риоплатским диалектом (включая некоторые слова из лунфардо).

## Восео
Восео является своеобразной характеристикой парагвайского испанского, на которую сильно повлиял риоплатский диалект (поскольку исторически в Парагвае всегда говорили на гуарани, а испанский использовали, как правило, жители столицы или наиболее образованные слои населения). Другая особенность восео — продолжительность его употребления. «Восео — самая старая форма кастильского испанского». Со второй половины XX века преподавание восео зависело от того, использовал ли преподаватель форму vos. В дополнение к сильному аргентинскому влиянию через СМИ и географической и культурной близости, восео оставалось отличительной чертой парагвайского испанского.